# أندي ماكديرموت (لاعب كرة قدم)
أندي ماكديرموت (بالإنجليزية: Andy McDermott)‏ (4 فبراير 1976 في الولايات المتحدة - ) هو لاعب كرة قدم أمريكي في مركز الوسط. لعب مع Charlotte Eagles ‏ وIndiana Blast ‏ وChicago Sockers ‏.

## وصلات خارجية
- أندي ماكديرموت على موقع IMDb (الإنجليزية)
- أندي ماكديرموت على موقع قاعدة بيانات الفيلم (الإنجليزية)

- أندي ماكديرموت على موقع قاعدة بيانات كرة القدم.إي يو (الإنجليزية)